# Harry J. Anslinger
 (février 2025).
Si vous disposez d'ouvrages ou d'articles de référence ou si vous connaissez des sites web de qualité traitant du thème abordé ici, merci de compléter l'article en donnant les références utiles à sa vérifiabilité et en les liant à la section « Notes et références ».
Harry Jacob Anslinger, né le 20 mai 1892 à Altoona en Pennsylvanie, mort le 14 novembre 1975 à Hollidaysburg, est un homme politique et journaliste américain, essentiellement connu comme le « McCarthy de la drogue ».
Après avoir travaillé dans la police du Pennsylvania Railroad, il devient commissaire auxiliaire de la prohibition, avant d’être nommé premier commissaire du Federal Bureau of Narcotics (FBN - bureau fédéral aux narcotiques, dépendant du département du Trésor), le 12 août 1930. Il occupa ces fonctions durant 32 ans, record de durée en la matière. Il fut ensuite pendant deux ans représentant des États-Unis à la Commission des narcotiques des Nations unies.
L’héritage d’Anslinger en matière de lutte contre la marijuana, reposant sur des décennies de désinformation, est aujourd’hui remis en cause. Certains affirment que Harry J. Anslinger était seulement une marionnette au service d’un courant politique porteur.
Les responsabilités détenues par Harry J. Anslinger sont désormais en grande partie sous la juridiction du U.S. Office of National Drug Control Policy. Compte tenu de son rôle majeur dans l’évolution de la politique fédérale de la drogue aux États-Unis, on peut s’étonner qu’il n’apparaisse ni sur le site Web de la Drug Enforcement Administration, ni sur celui de l’Office of national drug control policy[Interprétation personnelle ?].
Anslinger est mort à l’âge de 83 ans d’un arrêt du cœur à Hollidaysburg en Pennsylvanie.

## Jeunesse, mariage
Le père d’Harry Jacob, Robert J. Anslinger, né à Berne en Suisse, reçut une formation de coiffeur et exerça ce métier au pays. La mère d’Harry, de son nom de jeune-fille Rosa Christiana Fladt, naquit à Baden-Baden en Allemagne. En 1881, Robert et Christiana débarquèrent à Ellis Island. Robert travailla comme coiffeur pendant deux ans à New York, puis installa sa famille à Altoona en Pennsylvanie. En 1892, Robert entra au Pennsylvania Railroad, et le 20 mai de la même année, Harry Jacob Anslinger naquit, huitième des neuf enfants de Robert et de Christiana.
Anslinger a relaté avoir été à l’âge de 12 ans témoin d’un événement qui devait changer le cours de sa vie : il aurait entendu les hurlements d’un morphinomane, à peine atténués par le retour d’un garçon de son âge, rentrant de la pharmacie pour réapprovisionner le toxicomane. Cet épisode lui fit prendre conscience de la puissance de la drogue et de la facilité pour les enfants à s’en procurer.
Bien que sorti du lycée sans diplôme, Harry J. Anslinger s’inscrivit à l’université d’affaires d’Altoona en 1909, à l’âge de 17 ans. Puis comme son père il entra au service du  Pennsylvania Railroad. À l’âge de 21 ans, en 1913, il demanda et obtint un congé pour suivre une formation de deux ans à l’université d’État de Pennsylvanie, en technologie et gestion d’entreprise.
En 1917, âgé de 25 ans, il épousa Martha Kind Denniston (septembre 1886-10 octobre 1961), d’après le recensement de 1930. L’année du recensement, âgé de 38 ans, il louait un appartement de la rue "16th & R Street" à Washington, pour environ 90 $ par mois, vivant avec son épouse Martha et son fils Joseph L. Anslinger (24 mai 1911 - novembre 1982), âgés respectivement de 44 et 18 ans. Martha Denniston était la nièce d’Andrew W. Mellon, le Secrétaire au Trésor des États-Unis qui nommerait Anslinger commissaire du Federal Bureau of Narcotics, fonctions qu’il occuperait pendant 32 ans.

## Accession aux plus hautes fonctions
Anslinger commença à acquérir de la notoriété tôt dans sa carrière. Âgé de 23 ans, enquêteur pour le Pennsylvania Railroad, il réussit à prouver le caractère frauduleux de la réclamation d’un veuf dans un accident de chemin de fer. Cela épargna à sa compagnie le débours de 50 000 $ de l’époque (équivalent 921 126 $ de 2005) et lui valut sa promotion comme capitaine de la police du chemin de fer.
De 1917 à 1928, Anslinger collabora auprès de différentes organisations militaires et policières. Ses attributions l’amenèrent à beaucoup voyager, d’Allemagne au Venezuela en passant par le Japon. Sa mission était de mettre un terme au trafic international de stupéfiants, et il a largement influencé non seulement les politiques intérieure et extérieure des États-Unis en matière de drogue, mais aussi celles d’autres pays, en particulier là où ces questions n’avaient pas été débattues.
En 1929, Anslinger revint de sa tournée professionnelle internationale en tant que commissaire auxiliaire au bureau de la prohibition des États-Unis. À cette époque, la corruption et le scandale éclaboussaient les agences de prohibition et de narcotiques. Les bouleversements et les réorganisations qui suivirent furent l’occasion pour Anslinger, réputé honnête et incorruptible, de monter en grade et d’acquérir une stature politique.
En 1930, Anslinger fut nommé au Federal Bureau of Narcotics (FBN - bureau fédéral des narcotiques) nouvellement créé en tant que premier commissaire. Le FBN, tout comme le bureau de la prohibition, dépendait directement du Département du Trésor des États-Unis, et avait pour mission de faire appliquer les lois fédérales sur les stupéfiants. À ce moment-là le commerce de l’alcool et des drogues était considéré comme un manque à gagner car le caractère illégal des substances concernées les soustrayait à l’imposition. Anslinger a été nommé à ce poste par le secrétaire du Trésor, Andrew W. Mellon, et a reçu un budget de 100 000 $ (1 080 470 $ de 2005).

## Campagne contre la marijuana
Durant les années 1920 naît un groupe de pression réunissant des parlementaires, des journalistes jaunes, et des citoyens intéressés par la question, pour pousser Washington à adopter une législation fédérale contre la marijuana. Un article du Montana Standard paru le 27 janvier 1929 relate l’avancement des débats pour amender la loi sur les narcotiques :
« Il y avait de l’amusement au sein du Comité de santé de la Chambre [des représentants] durant la semaine où la proposition de loi sur la marijuana a été présentée. La marijuana est l’opium mexicain, une plante consommée par les Mexicains et cultivée pour la vente par les Indiens. « Quand un quelconque peon dans son champ de betteraves prend un peu de cette substance », a expliqué Dr. Fred Fulsher de Mineral County, « il pense qu’il vient d’être élu président du Mexique, et commence aussitôt à exécuter tous ses ennemis politiques » Tout le monde a ri et la proposition de loi a été approuvée. »
Les États du Sud souhaitaient également une loi fédérale contre la marijuana pour persécuter à bon compte les Mexicains qui saturaient le marché du travail avec leur main-d’œuvre à bas prix pendant la Grande dépression. 
Anslinger a fini par donner suite à ces pressions croissantes. Bien qu’Anslinger fut effectivement un conservateur convaincu que la marijuana constituait une menace pour l’avenir de la civilisation américaine, son biographe affirme qu’il était surtout un bureaucrate astucieux, tirant parti de la répression contre la marijuana pour s’élever aux plus hautes responsabilités.
Le secrétaire Mellon, commanditaire et patron d’Anslinger pendant deux ans, était le principal appui financier de la compagnie pétrochimique Dupont de Nemours (à travers la Mellon Financial Corporation). Or la firme, fabricant de produits chimiques utilisés dans la production de pâte à papier à partir de la cellulose du bois et sur le point de breveter le nylon (1939), était justement menacée par la concurrence de la fibre de chanvre. La mécanisation de la récolte du chanvre venait en effet d’enregistrer des progrès spectaculaires avec la mise au point des premières moissonneuses-décortiqueuses-défibreuses, qui faisaient la une du populaire magazine Popular Mechannics, lequel titrait en février 1938 « Une récolte d’un milliard de dollars », prédisant un bel avenir industriel au chanvre. Certains, comme Jack Herer, estiment que la campagne de presse sensationnelle contre la marijuana a été mise au point par Dupont et William Randolph Hearst (magnat de la presse écrite possédant des intérêts dans la papeterie) pour défendre leurs intérêts industriels face à la concurrence du chanvre. En effet, Anslinger lui-même n’a pas considéré la marijuana comme une menace sérieuse pour la société américaine jusqu’en 1934, quatrième année de son mandat, où la campagne visant à alarmer le public des dangers du cannabis est brusquement devenue sa principale priorité.
Utilisant les mass media comme tribune (avec l’appui du puissant William Randolph Hearst), Anslinger a pu donner au mouvement en faveur de la prohibition de la marijuana un caractère national. Écrits pour l’American Magazine, les meilleurs exemples sont archivés dans son dossier de presse, le Gore File, véritable collection de coupures tirées de la presse à sensation, relatant des délits et crimes odieux, pour la plupart commis sans motifs, et imputés à la consommation de marijuana.

« Une famille entière a été assassinée par un jeune forcené en Floride. Quand les policiers sont arrivés sur les lieux, ils ont trouvé le jeune titubant dans une boucherie humaine. Il avait tué à la hache son père, sa mère, ses deux frères, et une sœur. Il semblait être dans un état second… Il n’a aucun souvenir d’avoir commis ce crime multiple. Les agents le tenaient jusqu’alors pour un jeune homme raisonnable et plutôt tranquille ; il est désormais dans un état de folie pitoyable. Ils ont cherché pourquoi. Le garçon a déclaré qu’il avait l’habitude de fumer quelque chose que ses jeunes amis appelaient des muggles, une appellation enfantine de la marijuana. »

Cette campagne de presse s’est également fortement appuyée sur les thèmes racistes populaires de l’époque :

« Des étudiants de couleurs à l’université du Minn. festoient avec les étudiantes (blanches), fument [de la marijuana] et attirent leur sympathie avec des histoires de persécution raciale. Résultat, grossesse au bout du compte »

« Deux Négros ont enlevé une fille de 14 ans et l’ont gardée pendant deux jours sous l’influence de la marijuana. Une fois rétablie, elle s’avère souffrir de la syphilis. »

Les mêmes faits divers sont publiés régulièrement, plusieurs années de suite, dans les mêmes journaux.
Les moyens cinématographiques sont également mis à contribution. Plusieurs films de propagande voient le jour en 1936, parmi lesquels:
- le célèbre Reefer Madness, de Louis J. Gasnier (initialement Tell your children)
- Wild Weed, de Sam Newfield
- Assassin of Youth (en), d’Elmer Clifton, auquel collabore Anslinger.

Les mêmes méthodes sont employées : messages simplistes et exagérations, mettant en scène le fort potentiel addictif de l’herbe (les protagonistes sont addicts dès le premier joint), des hallucinations puissantes ou le déclenchement d'actes violents (viol et meurtre).
Cette campagne médiatique de diabolisation de la marijuana débouche en 1937 sur le vote du Marihuana Tax Act, une loi fédérale qui impose tous les acteurs de la filière chanvre, et dissuade, de fait, aussi bien l’usage industriel que l’usage thérapeutique.
À l’époque du maccarthysme, la dangerosité supposée de la marijuana sera recyclée pour les besoins de l’anticommunisme : on l’accusera de démotiver les troupes et de rendre les soldats pacifistes.

### Le Rapport La Guardia
La seule voix autoritaire qui s'oppose à la campagne médiatique d'Anslinger contre le cannabis était celle du maire de New York, Fiorello La Guardia, qui en 1938 a nommé une commission d'enquête, et en 1944 a contesté avec dureté la campagne d'Anslinger avec le célèbre La Guardia Committee.

## Fin de carrière, vieillesse
Plus tard dans sa carrière, Anslinger est mis sur la sellette pour insubordination, à la suite de son refus de renoncer à une tentative de blocage des publications du professeur Alfred Lindsmith de l’université de l’Indiana. Lindsmith a écrit, entre autres travaux, The Addict and the Law (le toxicomane et la loi), paru en 1961. Il s’agit d’un livre critiquant la guerre à la drogue et en particulier le rôle d’Anslinger. Cette polémique est parfois considérée comme ayant signé la fin de la carrière d’Anslinger comme commissaire du Federal Bureau of Narcotics.
En fait, Anslinger fut étonné d’être reconduit dans ses fonctions par le président John F. Kennedy en février 1961, puisque la volonté du nouveau président était de renforcer le gouvernement avec de jeunes fonctionnaires. De toute façon, en 1962 Anslinger aurait 70 ans, l’âge obligatoire de la retraite pour les personnes à des postes similaires. En outre, l’année précédente il avait été témoin la lente et douloureuse mort de son épouse Martha par arrêt du cœur, et avait perdu une partie de son pouvoir et de son ambition. Il a donné sa démission au président Kennedy le 20 mai 1962. Puisque Kennedy n’avait pas de successeur disponible, Anslinger est resté en poste avec un traitement de 18 500 $ (114 241 $ de 2005) encore quelques mois. Il a été remplacé par Henry Giordano. Puis il fut pendant deux ans le représentant des États-Unis à la Commission des narcotiques des Nations unies, après quoi il a pris sa retraite.
En 1973, Anslinger était complètement aveugle, avait souffert d’une dégénérescence de la prostate hypertrophiée et d’une angine de poitrine. Il est décédé d’un arrêt du cœur à l’hôpital de la Pitié de Hollidaysburg en Pennsylvanie à 13h le 14 novembre 1975. Il avait 83 ans.
Son fils Joseph L. Anslinger et sa sœur lui ont survécu. D’après le livre de John McWilliams The Protectors, sa fille Bea Anslinger demeurait encore à ce moment-là dans la maison d’Hollidaysburg.

## Dans la culture populaire
Garrett Hedlund l'incarne dans le film Billie Holiday, une affaire d'État (2021) de Lee Daniels.